# クリス・ゲッツ
クリストファー・ライアン・ゲッツ（Christopher Ryan Getz, 1983年8月30日 - ）は、アメリカ合衆国・ミシガン州オークランド郡サウスフィールド出身の元プロ野球選手（二塁手）。右投左打。2023年8月31日よりMLBのシカゴ・ホワイトソックスのゼネラルマネージャー（GM）を務めている。

## 経歴

### プロ入り前
2002年のMLBドラフト6巡目（全体180位）でシカゴ・ホワイトソックスから指名されたが、契約せずにウェイクフォレスト大学へ進学し、翌2003年にミシガン大学へ編入した。

### プロ入りとホワイトソックス時代
2005年のMLBドラフト4巡目（全体125位）で再びホワイトソックスから指名され入団。同年は傘下のパイオニアリーグのルーキー級のグレートフォールズ・ボイジャーズで6試合、A級カナポリス・インティミデイターズで55試合に出場。
2006年から2007年にかけてAA級バーミングハム・バロンズでプレイし、2008年は、AAA級シャーロット・ナイツでプレーし、オールスター・フューチャーズゲームの米国選抜に選出された。8月10日にメジャー昇格を果たし、8月12日のカンザスシティ・ロイヤルズ戦でメジャーデビュー。
チームはシーズン終了後、守備位置の重複するアレクセイ・ラミレスを二塁から遊撃へコンバートさせ、ゲッツは二塁手として2009年開幕を迎えた。8月12日から15日間の故障者リスト入りしたものの、107試合に出場し、複数安打試合（28）は新人選手としてリーグ最多、盗塁成功率（92.6％）はリーグ1位を記録し、Topps ルーキーオールスターチームに選出された。

### ロイヤルズ時代
2009年11月6日にマーク・ティーエンとのトレードで、ジョシュ・フィールズと共にロイヤルズへ移籍した。
2013年12月2日にFAとなった。

### ブルージェイズ時代
2014年1月16日にトロント・ブルージェイズとマイナー契約を結んだ。傘下のAAA級バッファロー・バイソンズで開幕を迎え、4月29日にブルージェイズとメジャー契約を結んで25人枠入りした。昇格後は10試合に出場したが、打率.160と結果を残せず、5月11日にDFAとなり、13日に40人枠を外れる形でAAA級バッファローへ降格した。直後の5月16日に現役引退を発表した。

### 現役引退後
2014年11月20日にロイヤルズのフロント入りすることを発表した。野球運営/選手育成アシスタントとして2シーズン働き、2016年シーズン限りで退社した。
2016年10月にホワイトソックスに雇用され、2020年までは選手育成ディレクターを務めた。
2021年にGM補佐に昇進し、選手評価、人事、ドラフト部門などに携った。
2023年8月31日、リック・ハーンに代わるホワイトソックスの新GMに就任した。

## 詳細情報

### 年度別打撃成績
| 年 度     | 球 団     | 試 合 | 打 席 | 打 数 | 得 点 | 安 打 | 二 塁 打 | 三 塁 打 | 本 塁 打 | 塁 打 | 打 点 | 盗 塁 | 盗 塁 死 | 犠 打 | 犠 飛 | 四 球 | 敬 遠 | 死 球 | 三 振 | 併 殺 打 | 打 率 | 出 塁 率 | 長 打 率 | O P S |
| --------- | --------- | ----- | ----- | ----- | ----- | ----- | -------- | -------- | -------- | ----- | ----- | ----- | -------- | ----- | ----- | ----- | ----- | ----- | ----- | -------- | ----- | -------- | -------- | ----- |
| 2008      | CWS       | 10    | 7     | 7     | 2     | 2     | 0        | 0        | 0        | 2     | 1     | 1     | 1        | 0     | 0     | 0     | 0     | 0     | 1     | 0        | .286  | .286     | .286     | .572  |
| 2009      | CWS       | 107   | 415   | 375   | 49    | 98    | 18       | 4        | 2        | 130   | 31    | 25    | 2        | 1     | 3     | 30    | 1     | 6     | 54    | 4        | .261  | .324     | .347     | .671  |
| 2010      | KC        | 72    | 248   | 224   | 23    | 53    | 9        | 0        | 0        | 62    | 18    | 15    | 2        | 3     | 0     | 19    | 1     | 2     | 28    | 3        | .237  | .302     | .277     | .579  |
| 2011      | KC        | 118   | 429   | 380   | 50    | 97    | 6        | 3        | 0        | 109   | 26    | 21    | 7        | 14    | 2     | 30    | 0     | 3     | 45    | 5        | .255  | .313     | .287     | .600  |
| 2012      | KC        | 64    | 210   | 189   | 22    | 52    | 10       | 3        | 0        | 68    | 17    | 9     | 3        | 8     | 2     | 11    | 0     | 0     | 17    | 3        | .275  | .312     | .360     | .672  |
| 2013      | KC        | 78    | 237   | 209   | 29    | 46    | 6        | 1        | 1        | 57    | 18    | 16    | 3        | 8     | 0     | 20    | 3     | 0     | 24    | 9        | .220  | .288     | .273     | .561  |
| 2014      | TOR       | 10    | 28    | 25    | 1     | 4     | 1        | 0        | 0        | 5     | 0     | 2     | 0        | 1     | 0     | 1     | 0     | 1     | 4     | 1        | .160  | .222     | .200     | .422  |
| 通算：7年 | 通算：7年 | 459   | 1574  | 1409  | 176   | 352   | 50       | 11       | 3        | 433   | 111   | 89    | 18       | 35    | 7     | 111   | 5     | 12    | 173   | 25       | .250  | .309     | .307     | .616  |

### 獲得タイトル・表彰・記録
- Topps ルーキーオールスターチーム（英語版） （二塁手部門：2009年）

### 背番号
- 39（2008年、2014年）
- 17（2009年 - 2013年）